# Ross Allen
Ross Allen (Guernsey, 2 marzo 1987) è un calciatore inglese, attaccante del Guernsey FC.

## Carriera
Da inizio carriera fino al gennaio del 2018 gioca negli inglesi del Guernsey FC, club non professionistico dell'omonima isola del canale della Manica, su cui è anche nato; qui, nell'arco dei suoi anni di permanenza, segna con grande regolarità, diventando il miglior marcatore nella storia del club, con una media realizzativa di oltre un gol a partita; nel 2011 partecipa inoltre con la Selezione di calcio di Guernsey all Coppa delle Regioni UEFA, competizione in cui è il miglior marcatore della sua squadra. Nel 2018 si trasferisce in Nuova Zelanda, firmando un contratto professionistico con il Team Wellington, con cui prende parte alla prima divisione locale ed alla OFC Champions League: nella sua prima stagione mette a segno 4 gol in 7 partite in campionato e 7 gol in altrettante partite nella OFC Champions League 2018 (che vince), esordendo inoltre anche nella Coppa del mondo per club FIFA, competizione in cui la sua squadra viene eliminata ai calci di rigore dagli emiratini dell'Al-Ain, campioni d'Asia in carica. Viene riconfermato in squadra anche per il 2019, anno in cui realizza 11 reti in 5 presenze nella OFC Champions League, competizione di cui diventa capocannoniere; gioca inoltre con regolarità anche nel campionato neozelandese, scendendo in campo in 15 dei 18 incontri disputati dal suo club e mettendo a segno 4 gol. Complice anche la mancata qualificazione alla successiva edizione della OFC Champions League, al termine del campionato decide di tornare in patria, accasandosi nuovamente al Guernsey FC.

## Palmarès

### Club

#### Competizioni nazionali
- Combined Counties Football League Division One: 1

Guernsey FC: 2011-2012
- Combined Counties Football League Premier Challenge Cup: 1

Guernsey FC: 2011-2012

#### Competizioni internazionali
- OFC Champions League: 1

Team Wellington: 2018

### Individuale
- Capocannoniere della OFC Champions League: 1

2019 (11 gol)